# Excalion
Excalion är ett finländskt melodiöst powermetal-band som startade 2000 och släppte första skivan Primal Exhale 2005 och Waterlines 2007. Tre år senare, 2010, släppte de tredje studioskivan High Time. Deras fjärde skivan med nya sångern Marcus Lång, Dream Alive, släpptes 2017. 

## Medlemmar
Nuvarande medlemmar
- Marcus Lång (sång, 2015-nu)
- Jarmo Myllyvirta (keyboard, 2000-nu)
- Aleksi Hirvonen (gitarr, 2014-nu)
- Henri Pirkkalainen (trummor, 2000-nu)
- Onni Hirvonen (bas, 2016-nu)

Ex-medlemmar
- Timo Sahlberg (bas, 2000-2005)
- Kimmo Hänninen (gitarr, 2000-2005)
- Jarmo Pääkkönen (sång, 2000-2014)
- Vesa Nupponen (gitarr, 2005-2014)
- Tero Vaaja (gitarr, 2000-2005 och bas, 2005-2016)